# Kelosaari (ö i Norra Savolax)
Kelosaari är en ö i Finland. Den ligger i sjön Saarijärvi och i kommunen Kaavi i den ekonomiska regionen  Nordöstra Savolax ekonomiska region  och landskapet Norra Savolax, i den centrala delen av landet, 400 km nordost om huvudstaden Helsingfors. Öns area är 1,32 kvadratkilometer och dess största längd är 1,9 kilometer i sydöst-nordvästlig riktning.